# آقا معلم و بچه‌ها
آقا معلم و بچه‌ها نام مجموعه‌ای انیمیشنی ساخته استودیو صبا و سیاره نارنگی است. فصل اول این انیمیشن به کارگردانی علی درخشی اولین بار در سال ۱۳۹۱ از شبکه پویا پخش شد اما در سال‌های بعد نیز فصل‌های جدیدی از این انیمیشن تولید شد که کاراکترها و گرافیک آن‌ها با فصل اول متفاوت بود.

## داستان
قصه‌های این مجموعه در مدرسه‌ای روستایی در مناطق کوهستانی و جنگلی به وقوع می‌پیوندد؛ مدرسه ای که شخصیت‌های اصلی آن را یک معلم و شاگردان پنج کلاس ابتدایی شکل می‌دهند. معلم روستا مسوولیت اداره مدرسه و تدریس کلاس‌ها را بر عهده دارد و هر روز اتفاق جالب و آموزنده‌ای رخ می‌دهد و قصه‌ها حول آن محور تشکیل می‌شود؛ داستان‌های این مجموعه به صورت مستقل و با نگاهی طنزگونه به نگارش درآمده اند تا فضای فانتزی را برای کودکان نمایش دهند.

## کاراکترها
- آقا اجازه

معلم مدرسه روستای بالا تپه. مردی عاقل و فهمیده و معلمی مهربان، دلسوز و متعهد.
- زاده

دانش آموز ممتاز مدرسه. خیلی درسخوان، آرام، مؤدب و متواضع است ولی قدرت نه گفتن ندارد.
- سرسام‌زاده
- یکی از دخترهای مدرسه بالا تپه.
- سرایت‌زاده
- یکی از دخترهای مدرسه بالا تپه.
- مهم‌زاده
- کامیون‌زاده

یکی از دانش اموزان مدرسه بالا تپه. زیاد علاقه‌ای به درس و مدرسه ندارد، همیشه به فکر بازی است و دیگران را مسخره می‌کند.
- کجازاده

پسری آرام و مؤدب که خیلی به نقاشی علاقه دارد.
- چغول‌زاده

دانش آموزی که علاقه ای به درس و مدرسه ندارد، همیشه کارهای بد انجام می‌دهد و دوست کامیون‌زاده است
- چاقول‌زاده

تپل و تنبل، همیشه در حال غذا خوردن است و درسش هم خوب نیست.
- قدک

مرغ چغول‌زاده که همیشه همراه اوست و خیلی بامزه است.
- ناظر مرکز زاده

از طرف مرکز استان می‌آید برای بازرسی در مدرسه بالا تپه.